# Ефимов, Виктор Алексеевич
Ви́ктор Алексе́евич Ефи́мов (род. 18 мая 1948 года, Псковская область) — советский и российский партийный и государственный деятель, инженер-метролог, экономист и публицист. Кандидат технических наук, доктор экономических наук, профессор. В 2005—2015 года — ректор Санкт-Петербургского государственного аграрного университета. Член Совета ректоров вузов Санкт-Петербурга.
С 1986 по 1989 год — первый секретарь Ленинского районного комитета КПСС, в 1989—1990 годах — секретарь Ленинградского городского комитета КПСС. В 2002—2004 годах — первый заместитель председателя Концептуальной партии «Единение».	
В разное время занимал должности председателя правления ОАО «Банк развития пищевой промышленности „Вита-банк“», генерального директора ОАО «1-я Петербургская макаронная фабрика». Председатель ассоциации «Агрообразование» СЗФО.

## Биография
Окончил школу с золотой медалью, а в 1971 году — физический факультет Ленинградского государственного университета.
Служил командиром взвода в районах Крайнего Севера.
В 1985 году окончил Высшую партийную школу.
В 1994 году получил финансово-экономическое образование (Ленинградский финансово-экономический институт им. Н. А. Вознесенского).
Работал в НПО «ВНИИМ имени Д. И. Менделеева» на инженерных и научных должностях, где окончил аспирантуру и защитил диссертацию на соискание учёной степени кандидата технических наук «Разработка и исследование эталонной установки и образцовых средств измерения импульсного давления в диапазоне 10⁵-10⁶ Па, 10⁻⁵-10⁻³ с».
С 1986 по 1989 год — первый секретарь Ленинского районного комитета КПСС, в 1989—1990 годах — секретарь Ленинградского городского комитета КПСС.
С 1990 года — руководитель международных образовательных программ в Союзе арендаторов и предпринимателей. В 1991—1993 годах — генеральный директор, президент малого предприятия «Международный учебно-исследовательский центр развития малого предпринимательства».
Трудовая деятельность В. А. Ефимова была связана с аграрным производством и перерабатывающей промышленностью России. С 1993 по 2005 год В. А. Ефимов работал управленцем на предприятиях: ЗАО «Птицефабрика „Заводская“», ОАО «Псковский хлебокомбинат», ОАО «Петербургский мельничный комбинат», ЗАО «Каменногорское карьероуправление», председателем правления ОАО «Банк развития пищевой промышленности „Вита-банк“», генеральным директором ОАО «1-я Петербургская макаронная фабрика». В 1993 году был заместителем директора по инвестициям коммерческого банка «Текобанк», в 1993—1994 годах — вице-президент акционерного земельного банка «Лэндбанк»".
С 2002 по 2004 года первый заместитель председателя Концептуальной партии «Единение» (КПЕ). Читает в порядке продвижения идеологии Концепции общественной безопасности лекции по проблемам т. н. «надгосударственного управления». 21 сентября 2003 году участвовал в выборах на пост губернатора Санкт-Петербурга в качестве кандидата от партии КПЕ. Набрав в первом туре 0,83 % голосов, во второй тур не прошёл.
В 2005—2015 года — ректор Санкт-Петербургского государственного аграрного университета. На посту ректора занимался «воспитанием молодёжи», пытался включать в учебные программы идеологические разработки КПЕ.
В 2015—2018 года — заведующий кафедрой политологии и социологии СПбГАУ.
В 2009 году в Санкт-Петербургском государственном университете экономики и финансов защитил диссертацию на соискание учёной степени доктора экономических наук по теме «Воспроизводство потенциала агропромышленного комплекса» (специальность 08.00.05 — экономика и управление народным хозяйством (экономика труда)). Научный консультант — доктор экономических наук, профессор Б. М. Генкин. Официальные оппоненты — доктор экономических наук, профессор М. М. Омаров, доктор экономических наук, профессор В. А. Спивак и доктор экономических наук, профессор В. И. Трунин. Ведущая организация — Орловский государственный аграрный университет. Согласно проверке вольного сетевого сообщества «Диссернет» в работе содержатся некорректные заимствования.
Был членом редакции журнала «Известия Санкт-Петербургского государственного аграрного университета».
Во время работы ректором Ефимов читал студентам лекции по «надгосударственному управлению» и занимался продвижением идеологии КОБ. Понятие «надгосударственное управление» существует только в словаре КОБ.

## Проблемы с законом
15 ноября 2018 года задержан Следственным отделом по Пушкинскому району ГУ МВД России по Петербургу и Ленинградской области по подозрению в хищении денег, выделенных (всего было выделено 90 млн рублей) в 2011 году Министерством образования и науки РФ на исполнение государственного контракта на сумму 36 млн рублей в рамках осуществления программы развития инновационной структуры Санкт-Петербургского государственного аграрного университета и проведение научно-исследовательских работ направленных на повышение качества подготовки специалистов агропромышленного комплекса. По данным следствия, в ноябре 2011 года СПбГАУ (в лице проректора) по указанию Ефимова заключил договор с некоммерческой организацией «Северо-Западное агентство развития и привлечения инвестиций», которой и были перечислены выделенные деньги.
С 2018 года дело Ефимова рассматривается в Пушкинском районном суде города Санкт-Петербурга, где он обвиняется по ч. 4 ст. 160 УК РФ (растрата). 19 ноября 2018 года суд продлил арест обвиняемого до 13 февраля 2019 года, затем — до 13 апреля, далее — до 14 июня 2019 года, после чего — до 3 августа 2019 года. 25 октября 2019 года переведён под домашний арест. 23 декабря 2019 года приговорён к пяти годам заключения в исправительно-трудовом учреждении общего режима, штрафу в размере 500 тыс. рублей и компенсации ущерба в размере 28,65 млн руб..(https://lenta.ru/news/2019/07/15/priznanie/)
18 января 2021 года апелляционная инстанция изменила приговор суда первой инстанции о назначении Ефимову наказания в виде лишения свободы на пять лет на условное лишение свободы на тот же срок.

## Научные труды
- Ефимов В. А. Системное управление свободными экономическими зонами в условиях глобализации: монография / Федеральное агентство по образованию, Гос. образовательное учреждение высш. проф. образования «Санкт-Петербургский гос. инженерно-экономический ун-т». — СПб.: СПбГИЭУ, 2006. — 125 с. ISBN 5-88996-698-7

## Публицистика
- Ефимов В. А. Кардинальный вопрос: Работа по подбору и расстановке кадров Ленинского РК КПСС Ленинграда. — Л.: Лениздат, 1988. — 71 с. (XIX Всесоюз. парт. конф. Парт. жизнь: время решит. перемен) ISBN 5-289-00285-5
- Ефимов В. А. Концептуальная власть: миф или реальность?" (2000)
- Ефимов В. А. Экономическая азбука" (2003)
- Ефимов В. А. Прозрение : многонациональная русская цивилизация: взгляды на человека, общество и мироздание. — СПб.: Общественная инициатива, 2003. — 142 с. ISBN 5-94901-008-6
- Ефимов В. А. Россия — альтернатива Апокалипсису. — М.: АСТ, 2015. — 351 с. (История: правда и вымысел) ISBN 978-5-17-091498-2 : 3000 экз.
- Ефимов В. А. Глобальная трансформация — русский проект. — М.: Московское изд-во Мѣра, 2015. — 38 с. ISBN 978-5-906265-01-2 : 5000 экз.
- Ефимов В. А. Глобальное управление и человек: как выйти из матрицы. — СПб.: Весь, 2016. — 598 с. ISBN 978-5-9573-3051-6 : 1500 эк з. (прежнее название — «Курс эпохи Водолея. Апокалипсис или преображение», 2011)
- Ефимов В. А. Русский путь. Кто спасет страну? — М.: АСТ, 2016. — 415 с. (Россия: враги и друзья) ISBN 978-5-17-094953-3